# Edvard Kaurin
Edvard Kaurin, född 23 augusti 1839 i Kristiania, död 1917, var en norsk läkare.
Kaurin blev candidatus medicinæ 1866, var 1869–81 distriktsläkare i Grong och 1881–95 läkare vid Reknes vårdstiftelse för lepra och vid sjukhuset i Molde 1881–1909. Från 1891 var han amtsläkare i Romsdalen. Då Reknes ombildades till tuberkulossjukhus, blev Kaurin direktör för detta, och han var därefter en av de främsta i kampen mot tuberkulosen i Norge. 
Hans betydande litterära verksamhet behandlar lepra (Notes on the Etiology of Leprosy, London 1890) och särskilt tuberkulos, dessutom arbetade han för folkhygienens förbättring och för sjukvårdens ordnande i kommunerna.